# Rybaki (Żagań)
Rybaki – nieoficjalna nazwa części miasta Żagań leżąca w jego północno-centralnej części. Dawniej wieś Rybaki, wzmiankowana w 1318 r. Nazwa niemiecka Fischendorf. Wieś włączona do miasta  1 kwietnia 1923 r.